# Polystichum hottense
Polystichum hottense är en träjonväxtart som beskrevs av Carl Frederik Albert Christensen. Polystichum hottense ingår i släktet Polystichum och familjen Dryopteridaceae. Inga underarter finns listade.